# 목포혜인여자고등학교
목포혜인여자고등학교(木浦惠仁女子高等學校)는 대한민국 전라남도 목포시 죽교동에 있는 사립 고등학교이다.

## 학교 연혁
- 1948년 10월 10일 : 덕인학원 설립
- 1965년 3월 1일 : 목포혜인여자고등학교 설립 인가
- 1965년 3월 1일 : 초대 교장 설립자 이복주 선생 취임
- 1967년 10월 5일 : 목포혜인여자실업고등학교로 설립인가, 초대 교장 이복주 선생 취임
- 1968년 10월 7일 : 본관 교사 석조 32실 건립
- 1972년 10월 3일 : 목포혜인여자종합고등학교로 교명 개칭
- 1973년 9월 28일 : 목포혜인여자 고등학교로 교명 개칭
- 1974년 12월 12일 : 학급 증설 인가 완성 30학급
- 1975년 10월 4일 : 기숙사 완공
- 1980년 10월 1일 : 생활관 개관
- 2019년 3월 1일 : 고교학점제 선도학교
- 2020년 3월 1일 : 전남 자율혁신학교
- 2021년 3월 1일 : 전남공간혁신(홈베이스, 도서실, 스터디카페) 학교
- 2021년 4월 5일 : AI(인공지능)교육 선도학교(인공지능 교육실)
- 2023년 3월 1일 : 제20대 이지향 교장 취임
- 2025년 1월 7일 : 제58회 졸업식(152명) (18,497명)

## 참고 자료
- 목포혜인여자고등학교 - 한국교육학술정보원 학교알리미